# 導手
代数的整数論で、局所体や大域体の有限次アーベル拡大の導手(conductor)は、拡大の分岐を定量的に測るものである。導手の定義はアルティン写像に関連がある。

## 局所導手
L/K を非アルキメデス的局所体の有限アーベル拡大とすると、L/K の導手 {\displaystyle {\mathfrak {f}}(L/K)} は、高次単数群(higher unit group) 
{\displaystyle U^{(n)}=1+{\mathfrak {m}}_{K}^{n}=\left\{u\in {\mathcal {O}}^{\times }:u\equiv 1\,(\mathrm {mod} \,{\mathfrak {m}}_{K}^{n})\right\}}
が NL/K(L×) に含まれるような最小の非負な整数 n である。ここに、NL/K は体のノルム(field norm)写像で、{\displaystyle {\mathfrak {m}}_{K}} は K の極大イデアル(maximal ideal)とする。同じことであるが、n は局所アルティン写像が {\displaystyle U_{K}^{(n)}} 上で自明であるような最小の整数である。導手は、上記の n に対する {\displaystyle {\mathfrak {m}}_{K}^{n}} として定義されることもある。
拡大の導手は分岐を測る。定量的には、拡大が不分岐であることと、導手が 0 であることとは同値であり、（拡大が）おとなしい分岐(tamely ramified)であることと、導手が 1 であることとは同値である。さらに詳しくは、導手は高次分岐群(higher ramification group)の非自明性を測ることができる。下付添え字の(lower numbering)の高次分岐群 Gs が非自明であるような最も大きな整数を s とすると、{\displaystyle {\mathfrak {f}}(L/K)=\eta _{L/K}(s)+1} が成り立つ。ここに ηL/K は「下付添え字」を高次分岐群の上付き添え字(upper numbering)へ変換する函数とする。
また、L/K の導手はガロア群 Gal(L/K) の指標のアルティン導手(Artin conductor)とも関係している。特に、
{\displaystyle {\mathfrak {m}}_{K}^{{\mathfrak {f}}(L/K)}={\underset {\chi }{\mathrm {lcm} }}\,{\mathfrak {m}}_{K}^{{\mathfrak {f}}_{\chi }}}
であり、ここに χ は Gal(L/K) の乗法的な複素指標(multiplicative complex characters)の全てを渡り、{\displaystyle {\mathfrak {f}}_{\chi }} は χ のアルティン導手であり、lcm は最小公倍数である。

### さらに一般的な体
導手は、局所体の必ずしもアーベル的ではない有限次ガロア拡大に対しても L/K と同じ方法で定義することができる。しかしながら、導手は「ノルム限定定理」のために、L の中での K の最大アーベル拡大である Lab/K のみに依存する。ノルム極限定理は、この状況下では、
{\displaystyle N_{L/K}(L^{\times })=N_{L^{\text{ab}}/K}\left((L^{\text{ab}})^{\times }\right)}
を意味している。
加えて、局所体の場合よりも少し一般的な場合、つまり、準有限(quasi-finite)な剰余体を持つ完備付値体の場合は、導手を定義することができる。

### アルキメデス的な体
大域的導手のためには、自明な拡大 R/R の導手が 0 であると定義し、拡大 C/R の導手が 1 であると定義する。

## 大域的導手

### 代数体
数体のアーベル拡大 L/K の導手は、アルティン写像を使い局所の場合と同様に定義できる。特に θ : Im → Gal(L/K) を大域的アルティン写像(global Artin map)とする。ここでは、モジュラス(modulus) m は L/K の定義モジュラス(defining modulus)である。θ が法 {\displaystyle {\mathfrak {m}}} の射類群(ray class group) を経由するときに、アルティン相互法則(Artin reciprocity)が m で成り立つという。L/K の導手を {\displaystyle {\mathfrak {f}}(L/K)} と書き、相互法則の成立するモジュラスのすべての共通部分とする。実際、相互法則は、{\displaystyle {\mathfrak {f}}(L/K)} に対し成り立つので、これは最も小さなそのようなモジュラスである

#### 例
- 基礎体を有理数体とすると、クロネッカー・ウェーバーの定理は、代数体 K が Q のアーベル拡大であることと、ある円分体 {\displaystyle \mathbf {Q} (\zeta _{n})} の部分体であることが同値であることを言っている[15]。従って、K の導手はそのようなものの中で最も小さな n である。
- d を平方因子のない整数として， L/K を {\displaystyle \mathbf {Q} ({\sqrt {d}})/\mathbf {Q} } とすると、[16]

{\displaystyle {\mathfrak {f}}\left(\mathbf {Q} ({\sqrt {d}})/\mathbf {Q} \right)={\begin{cases}\left|\Delta _{\mathbf {Q} ({\sqrt {d}})}\right|&{\text{for }}d>0\\\infty \left|\Delta _{\mathbf {Q} ({\sqrt {d}})}\right|&{\text{for }}d<0\end{cases}}}
が成り立つ．ここで {\displaystyle \Delta _{\mathbf {Q} ({\sqrt {d}})}} は {\displaystyle \mathbf {Q} ({\sqrt {d}})/\mathbf {Q} } の判別式(discriminant)である。

#### 局所導手や分岐との関係
大域導手は局所導手の積である。
{\displaystyle \displaystyle {\mathfrak {f}}(L/K)=\prod _{\mathfrak {p}}{\mathfrak {p}}^{{\mathfrak {f}}(L_{\mathfrak {p}}/K_{\mathfrak {p}})}.}
結局、有限素点が L/K で分岐していることと、それが {\displaystyle {\mathfrak {f}}(L/K)} を割ることは同値である。 無限素点 v は導手の中にあらわれることと、v が実素点で、L で複素素点となることとが同値である。